# 転写開始前複合体
転写開始前複合体（てんしゃかいしまえふくごうたい、Preinitiation complex）は真核生物（と古細菌）で遺伝子の転写に必要な、タンパク質の巨大な複合体である。転写開始前複合体はDNAの立体構造を変え、RNAポリメラーゼIIが転写開始位置にくるのを助ける。
真核生物ではTFIIA、TFIIB、TFIID、TFIIE、TFIIF、TFIIHという6つの転写因子から構成されていることが多い。一方、古細菌はTFIIA、TFIIF、TFIIHを欠く。真核生物よりも単純、あるいは先祖型の転写開始機構を持つと考えられる。
2007年、ロジャー・コーンバーグはTATAボックスのプロモーターと協調する次のような転写開始因子複合体の作用機構を提唱した。
- TATA結合タンパク質がプロモーターと結合し、DNAを折り曲げる。これによって、RNAポリメラーゼIIとTFIIBのC末端がDNAを包むような形になる。TATA結合タンパク質はTATAボックスと結合し、TATAボックスを転写開始部位の25から30残基上流に近づける。
- TFIIBのN末端がDNAをRNAポリメラーゼIIの活性部位に配置する。
- TFIIEが複合体に結合し、TFIIHの複合体への結合を促す。
- ATPアーゼ活性とヘリカーゼ活性を持つTFIIHのサブユニットがDNAに巻き戻しの力を加える。
- DNAの巻き戻しの力によって、DNA鎖が一本鎖になり（DNAの変性という）、転写バブルを作る。TFIIFが1本鎖のコーディング鎖に結合し、転写バブルの広がりを保つ。
- 1本鎖の非コーディング鎖が折れ曲がり、RNAの活性部位に入る。
- 転写が6残基以上進むと、TFIIBが離れ、RNAポリメラーゼIIがプロモーター部位から離れる。